# Fútbol Club Oporto (hockey sobre patines)
El Fútbol Club Oporto (oficialmente Futebol Clube do Porto), es un equipo de hockey patines que pertenece a las secciones deportivas del FC Oporto. Se trata de una de las secciones más exitosas del club, tanto nacional, como internacionalmente, ya que el hockey patines es uno de los deportes con más tradición en Portugal.
La sección fue fundada en 1955 y disputa sus encuentros como local en el Dragão Arena, pabellón colindante al Estádio do Dragão.

## Palmarés
- 1 Copa Intercontinental: 2021.
- 3 Copas de Europa: 1985-86, 1989-90, 2022-23.
- 2 Recopas de Europa: 1981-82, 1982-83.
- 2 Copa de la CERS: 1993-94, 1995-96.
- 1 Supercopa de Europa: 1985-86.
- 24 Ligas de Portugal: 1982-83, 1983-84, 1984-85, 1985-86, 1986-87, 1988-89, 1989-90, 1990-91, 1998-99, 1999-2000, 2001-02, 2002-03, 2004-05, 2005-06, 2006-07, 2007-08, 2008-09, 2009-10, 2010-11, 2012-13, 2016-17, 2018-19, 2021-22.
- 18 Copas de Portugal: 1982-83, 1984-85, 1985-86, 1986-87, 1987-88, 1988-89, 1995-96, 1997-98, 1998-99, 2004-05, 2005-06, 2007-08, 2008-09, 2012-13, 2015-16, 2016-17, 2017-18, 2021-22.
- 23 Supercopas de Portugal: 1983-84, 1984-85, 1985-86, 1986-87, 1987-88, 1988-89, 1989-90, 1990-91, 1991-92, 1995-96, 1997-98, 1999-00, 2004-05, 2005-06, 2006-07, 2007-08, 2008-09, 2010-11, 2012-13, 2015-16, 2016-17, 2017-18, 2018-19.

## Plantilla 2022/2023
| - Xavi Malián (portero) - Tiago Rodrigues (portero) - Xavi Barroso - Reinaldo García - Telmo Pinto - Diogo Barata |  | - Carlo Di Benedetto - Ezequiel Mena - Roc Pujadas - Gonçalo Alves - Rafa |